# Manîlivka, Hmelnîțkîi
Manîlivka (în ucraineană Манилівка) este un sat în comuna Mîkolaiiv din raionul Hmelnîțkîi, regiunea Hmelnîțkîi, Ucraina.

## Demografie
Componența lingvistică a localității Manîlivka
     Ucraineană (97,57%)
     Rusă (2,43%)
Conform recensământului din 2001, majoritatea populației localității Manîlivka era vorbitoare de ucraineană (97,57%), existând în minoritate și vorbitori de rusă (2,43%).